# Parlamentswahl in Tunesien 2004

Sitzverteilung:
Konstitutionelle Demokratische Sammlung
Bewegung Sozialistischer Demokraten
Partei der Volkseinheit
Unionistische Demokratische Union
Ettajdid
Sozialliberale Partei

Die Parlamentswahl in Tunesien 2004 fand am  24. Oktober 2004 statt.
Bei der Wahl wurden die Mitglieder der Abgeordnetenkammer neu bestimmt. Zum gleichen Zeitpunkt fand die Präsidentschaftswahl statt.

## Wahlablauf
Es standen 189 Parlamentssitze zur Wahl.

### Wahlergebnis
| Parteien                  | Parteien                                      | Anteil  | Sitze | ±  |
| ------------------------- | --------------------------------------------- | ------- | ----- | -- |
|                           | Konstitutionelle Demokratische Sammlung (RCD) | 87,59 % | 152   | +4 |
|                           | Bewegung Sozialistischer Demokraten (MDS)     | 4,63 %  | 14    | +1 |
|                           | Partei der Volkseinheit (PUP)                 | 3,64 %  | 11    | +4 |
|                           | Unionistische Demokratische Union (UDU)       | 2,20 %  | 7     | —  |
|                           | Ettajdid                                      | 1,74 %  | 3     | −2 |
|                           | Sozialliberale Partei (PSL)                   | 0,60 %  | 2     | —  |
|                           | Sonstige                                      | 0,26 %  | —     | −5 |
|                           | Gesamt                                        |         | 189   |    |
| Wahlbeteiligung = 91,45 % |                                               |         |       |    |
| Quelle:                   |                                               |         |       |    |

Die Regierungspartei Konstitutionelle Demokratische Sammlung (RCD) gewann die Wahl mit 87,59 % und stellte somit ganze 152 der 189 Sitze im Parlament. Zweitstärkste Partei wurde die Bewegung Sozialistischer Demokraten (MDS) mit nur 4,63 %. Auf dem dritten Platz folgte die Partei der Volkseinheit (PUP) mit 3,64 %.

### Kritik
Die Wahl wurde von antretenden Oppositionsparteien als Farce kritisiert. Der Opposition waren vornherein nur rund 20 Prozent der Sitze im Parlament zugeteilt worden.